# Sansabaina
Sansabaina es un género de foraminífero bentónico de la subfamilia Jaculellinae, de la familia Hippocrepinidae, de la superfamilia Hippocrepinoidea, del suborden Hippocrepinina y del orden Astrorhizida. Su especie tipo es Hyperammina elegantissima. Su rango cronoestratigráfico abarca desde el Devónico superior hasta la Viseense (Carbonífero inferior).

## Discusión
Clasificaciones incluían Sansabaina en la familia Hyperamminoididae, así como en el suborden Textulariina del orden Textulariida

## Clasificación
Sansabaina incluye a la siguiente especie:
- Sansabaina elegantissima